# برونو (لاعب كرة قدم مواليد 1994)
برونو هو لاعب كرة قدم برازيلي، ولد في 28 أبريل 1994. لعب مع سبيرانتا نيسبوريني.